# آلي بيكر
آلي بيكر (بالإنجليزية: Allison Baker)‏ هي لاعب كرة مضرب أمريكية، ولدت في 10 أبريل 1986 في رالي في الولايات المتحدة.

## وصلات خارجية
- آلي بيكر على موقع رابطة محترفات التنس (الإنجليزية)
- آلي بيكر على موقع الاتحاد الدولي لكرة المضرب (الإنجليزية)